# Nagykörút

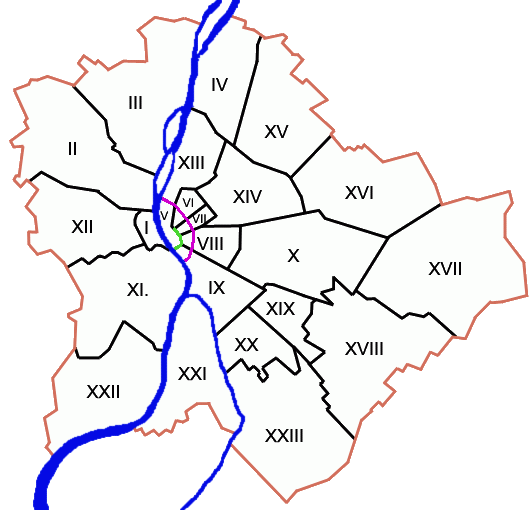
Die Budapester Ringstraßen.
Grün: Kleine Ringstraße (Kiskörút),
Rot: Große Ringstraße (Nagykörút)

Nagykörút [ˈnɒɟkøɾuːt] (ungarisch für „große Ringstraße“) ist eine etwa halbkreisförmig verlaufende, knapp über vier Kilometer lange Ringstraße in Budapest. Sie umschließt die Innenstadt von Pest und verläuft durch sechs Bezirke, deren Namen meist mit denen des Ringstraßenabschnitts übereinstimmen.
Sie besteht aus den Teilen 
- Szent István körút (Länge 533 m, V. Bezirk „Belváros-Lipótváros“ und XIII.Bezirk)
- Teréz körút (Länge 1054 m, VI. Bezirk „Terézváros“)
- Erzsébet körút (Länge 764 m, VII. Bezirk „Erzsébetváros“)
- József körút (Länge 1223 m, VIII. Bezirk „Józsefváros“) und
- Ferenc körút (Länge 556 m, IX. Bezirk „Ferencváros“).

Am Oktogon kreuzt sich der 30 m breite Boulevard mit der radialen Prachtstraße Andrássy út. Die Margaretenbrücke (Margit híd) im Norden und die Petőfibrücke (Petőfi híd) im Süden bilden seine Endpunkte.

## Geschichte

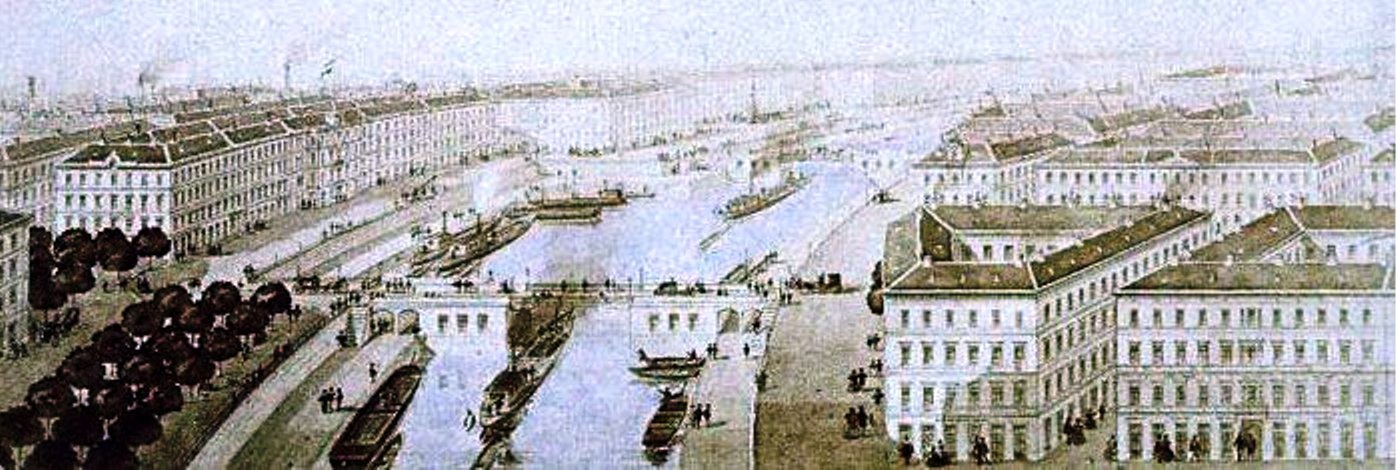
Das Reittersche Kanalprojekt

Anstelle der heutigen Ringstraße erstreckte sich einst ein flacher Nebenarm der Donau. Pest, der Siedlungskern am Ostufer der Donau, befand sich dadurch in einer militärisch begünstigten Insellage. Der flache Flussarm versandete jedoch zunehmend. Der Stadtplaner Ferenc Reitter schlug 1867 die Schiffbarmachung und Stabilisierung der Wasserführung durch  ein Kanalprojekt mit Schleusen vor. Nach langen Debatten wurde die große Ringstraße schließlich in mehreren Etappen von 1872 bis 1896, dem Verlauf des früheren Nebenarms folgend, errichtet. Sie gehörte zu den Großprojekten des Budapester Millenniums von 1896. 
Die Abschnitte Teréz körút und Erzsébet körút waren von 1950 bis 1990 in Lenin körút (Leninring) umbenannt.

## Sehenswürdigkeiten

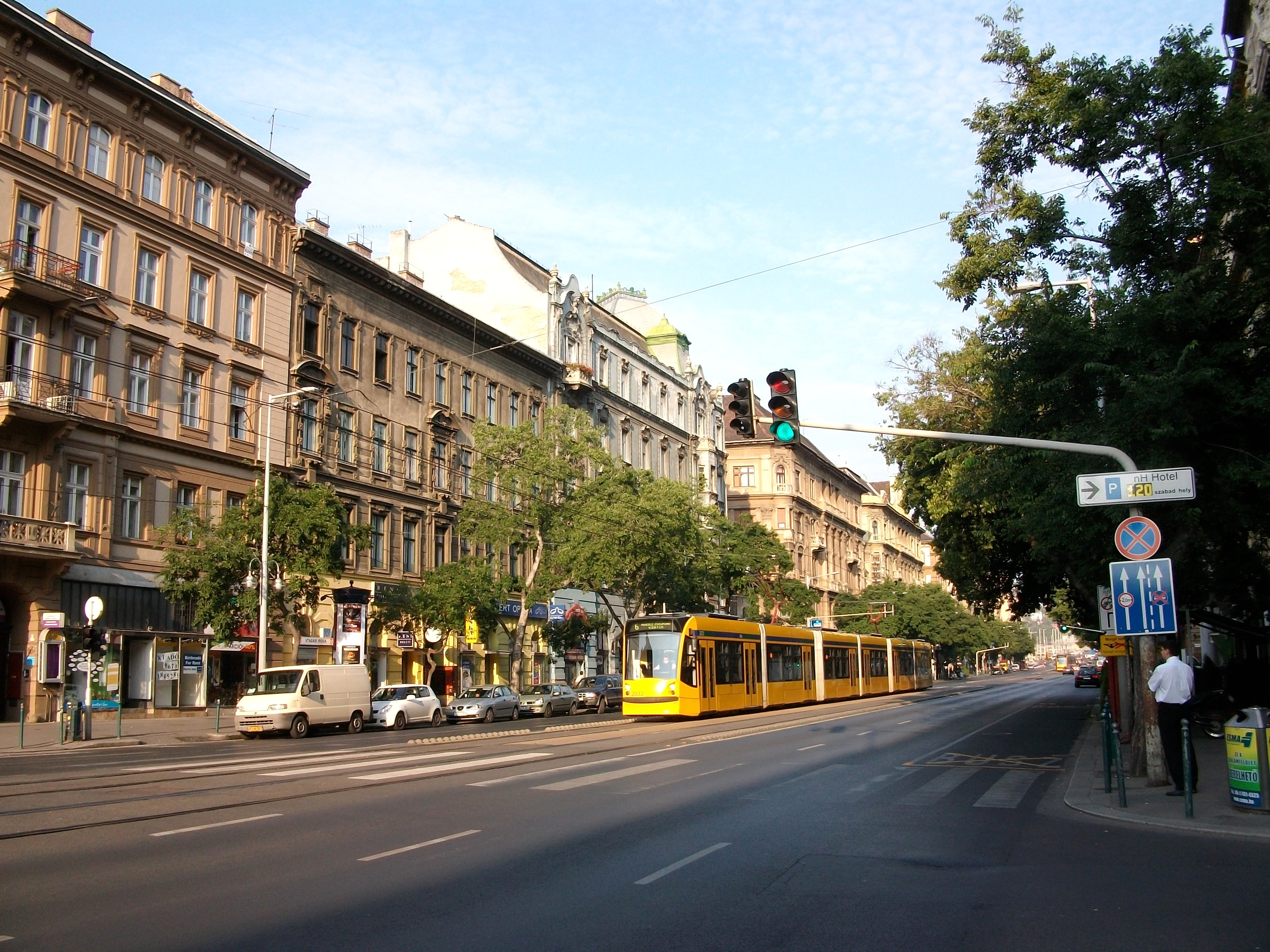
Blick auf den Szent István-Ring

Der Große Ring ist auf fast seiner ganzen Länge von repräsentativen historistischen Gebäuden flankiert. Es befinden sich hier unter anderem das Komödientheater Vígszínház, der Westbahnhof und das Café New York.

## Verkehr
Erschlossen wird der Ring durch die Straßenbahnlinien 4 und 6, die ihn auf ganzer Länge befahren. Er wird viermal von U-Bahn-Linien gekreuzt: am Westbahnhof, am Blaha Lujza tér, am Rákóczi tér und bei der Kreuzung mit der Üllői ut (Station Corvin-negyed).